# Thoopterus
Thoopterus és un gènere de ratpenats de la família dels pteropòdids. Les espècies d'aquest gènere són endèmiques d'Indonèsia i s'alimenten principalment de fruits.
Se sap que existeix almenys una espècie d'aquest grup que encara no ha estat descrita. Aquestes són les espècies conegudes:
- T. nigrescens (moltes illes d'Indonèsia, incloent-hi Sulawesi i Morotai)
- T. suhaniahae
- Una tercera espècie no descrita (Mangole)